# Matilde Asensi

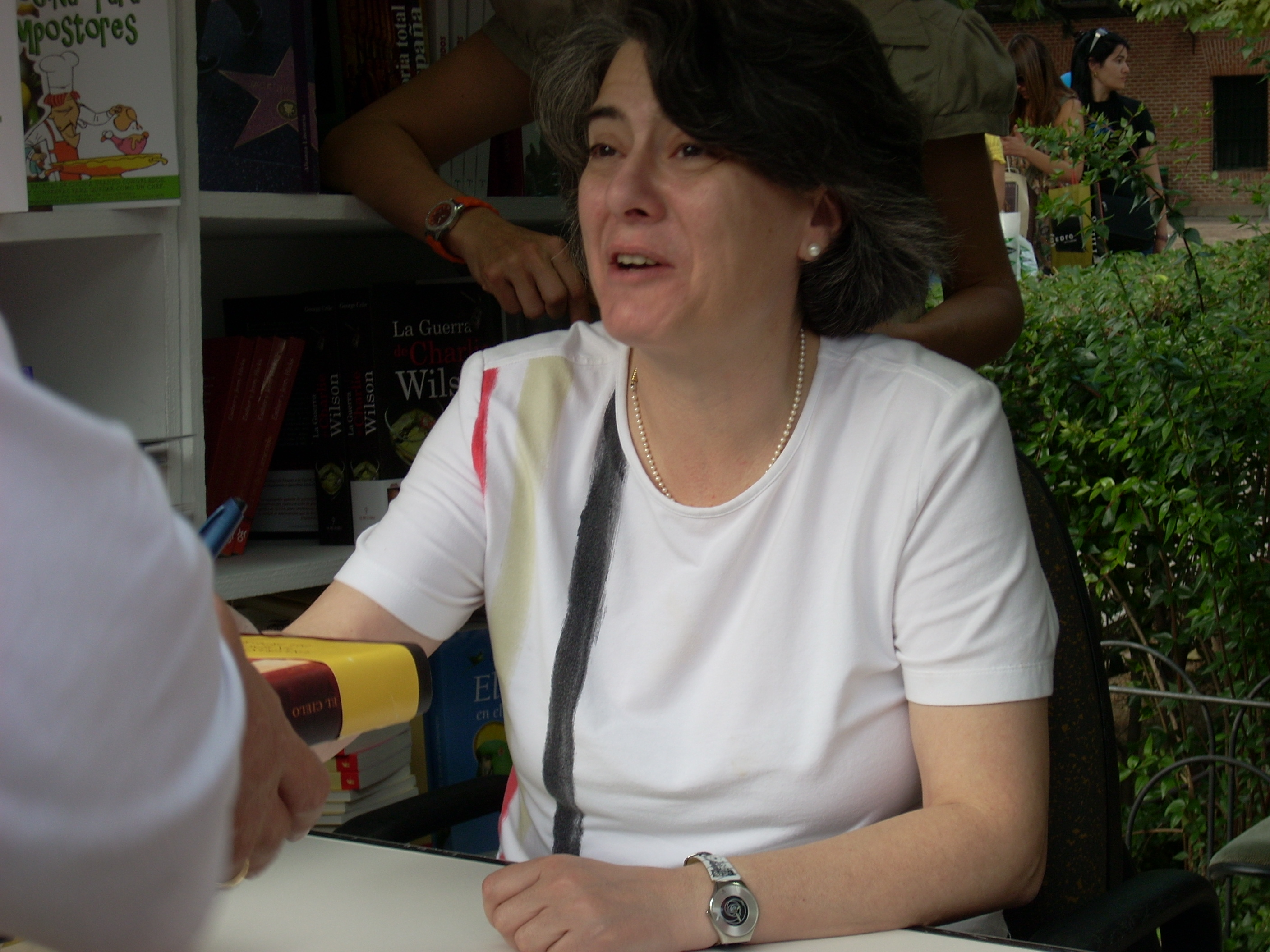
Matilde Asensi

Matilde Asensi Carratalá [maˈtilde aˈsensi] (* 12. Juni 1962 in Alicante) ist eine spanische Schriftstellerin historischer Romane.

## Leben
Asensi studierte Journalismus an der Autonomen Universität Barcelona und arbeitete drei Jahre lang in der Nachrichtenagentur des Radiosenders Radio Alicante-SER. Danach wechselte sie zum Radio Nacional de España und übernahm dort die Leitung der Lokal- und Provinznachrichten. Gleichzeitig war sie als Korrespondent für die Nachrichtenagentur EFE tätig und arbeitete mit den Lokalzeitungen La Verdad und Información zusammen.

## Erfolge
Asensi war Finalistin bei den literarischen Preisen Ciudad de San Sebastián (1995) und Gabriel Miró (1996) und gewann den ersten Preis für Erzählungen beim XV Certamen Literario Juan Ortiz del Barco (1996) in Cádiz und beim XVI Premio de Novela Corta Felipe Trigo (1997) in Badajoz.
Bereits ihr Erstlingswerk, das 1999 erschienene El salón de ámbar, wurde in mehrere Sprachen übersetzt. Spätestens mit El último Catón stieg Asensi 2001 zu einer erfolgreichen spanischen Schriftstellerin auf.

## Werke
- Iacobus. Roman. 2. Aufl. dtv, München 2005, ISBN 3-423-20766-3.
- Peregrinatio. Editorial Planeta, Barcelona 2004, ISBN 978-84-08-06855-6.
- El salón de ámbar. Editorial Planeta, Barcelona 2006, ISBN 978-84-08-06899-0 (Nachdr. d. Ausg. Barcelona 1999).
- Todo bajo el cielo. Editorial Planeta, Barcelona 2007, ISBN 978-84-08-06809-9.
- Venganza en Sevilla. Editorial Planeta, Barcelona 2010, ISBN 978-84-08-08835-6 (Autores españoles e ibero).
- Der verlorene Ursprung. Roman („El origen perdido“). List Verlag, Berlin 2006, ISBN 3-471-77044-5.
- Wächter des Kreuzes. Roman („El último Catón“). dtv, München 2006, ISBN 3-423-20899-6
- Die Jesus-Verschwörung. Roman („El regresco del Catón“). dtv, München 2017, ISBN 3-404-17604-9
- Martín Ojo de Plata-Trilogie

1. Tierra Firme. Editorial Planeta, Barcelona 2007, ISBN 978-84-08-00716-6
2. Venganza en Sevilla. Editorial Planeta, Barcelona 2010, ISBN 978-84-08-08835-6
3. La conjura de Cortés. Editorial Planeta, Barcelona 2012, ISBN 978-84-08-00803-3